# Урсула Бранденбургская
Урсула Бранденбургская (25 сентября 1450, Берлин, маркграфство Бранденбург — 25 ноября 1508, Бреслау, Земли Чешской короны) — принцесса Бранденбургская из династии Гогенцоллернов, жена князя Зембицкого и Олесницкого Йиндржиха I из Подебрад (15 мая 1448 — 24 июня 1498).

## Биография
Урсула родилась 25 сентября 1450 и была старшим ребенком курфюрста Альбрехта Ахилла Бранденбургского (1414—1486) от его первого брака с Маргаритой Баденской (1431—1457). Принцесса считалась любимым ребенком ее отца. Вначале её хотели выдать замуж за Альбрехта Храброго, но он прервал переговоры о браке. После чего следующим кандидатом на роль её жениха стал брат Альбрехта Эрнест, но он так же расторгнул помолвку. Третьим кандидатом на роль жениха был Йиндржих I из Подебрад (1448—1498) князь Зембицкий (герцог Мюнстербергский) и Олесницкий, сын чешского короля Йиржи из Подебрад. В 1466 году Папа Римский Павел II запретил этот брак как «богохульную связь с еретиком», а Урсулу и ее отца отлучили от церкви. В конце концов Йиржи из Подебрад и Альбрехт III создали оборонительный союз против всех противников брака. Вскоре у Урсулы возникла тайная связь с Рудольфом III из Сульца, ландграфом в Клеттау. 
9 февраля 1467 года Урсула вышла замуж за Йиндржиха I из Подебрад. Вскоре анафема, наложенная на Урсулу и её отца папой Павлом II, была отменена.
Скончалась 25 ноября 1508 года в Вроцлаве в возрасте 58 лет.

## Брак и дети
9 февраля 1467 года в Хебе Урсула Бранденбургская вышла замуж за Йиндржиха I из Подебрад (15 мая 1448 — 24 июня 1498). В браке родилось восемь детей:
- Альбрехт I Мюнстербергский (2 августа 1468 — 12 июля 1511), князь Зембицкий, Олесницкий и Волувский (1498—1511 год). Женат с 1487 года на Саломее (1475/1476 — 1514), дочери князя Иоганна II Жаганьского
- Георг I Мюнстербергский (1 октября 1470 — 10 ноября 1502), князь Зембицкий, Олесницкий и Волувский (1498—1502 год). Женат с 1488 года на Ядвиге (1476—1524), дочерью Иоганна II Безумного, князя Жаганьского
- Ян (Иоганн) (23 июня 1472 — 7 августа 1472)
- Маргарита Мюнстербергская (25 августа 1473 — 28 июня 1530), муж с 1494 года князь Эрнст Ангальт-Дессау
- Карл I Мюнстербергский (4 мая 1476 — 21 мая 1536),  князь Зембицкий и Олесницкий 1498—1536 год, князь Волувский (1498—1517 год). Женат с 1488 года на Анне Жаганьской (ок. 1480 — 27/28 октября 1541), дочери князя Иоганна II Жаганьского
- Людвиг (21 июня 1479 — 27 апреля 1480)
- Магдалена (23 января 1482 — 11 апреля 1513)
- Зденка Мюнстербергская (3 июня 1483—1522), жена с 1515 года графа Ульриха Хардегга (ум. 1535).